# Debden (métro de Londres)
Pour les articles homonymes, voir Debden.
Debden est une station de la Central line, du métro de Londres, en zone 6. Elle est située, hors des limites du Grand Londres, sur la Chigwell Lane à Loughton, district d'Epping Forest dans le comté de l'Essex.

## Histoire
La station, alors dénommée Chigwell Road est mise en service le 24 avril 1865 par le Great Eastern Railway. Station secondaire de la localité, elle est, au mois de décembre de cette même année, renommée Chigwell Lane.
Elle est renommée Debden lorsqu'elle est rouverte, après travaux et retards dus aux conflits mondiaux, comme station du métro de Londres le 25 septembre 1949, lors du remplacement de la vapeur par un service voyageurs en trains électriques sur la Central line.

## Services aux voyageurs

### Desserte

Voies et quais
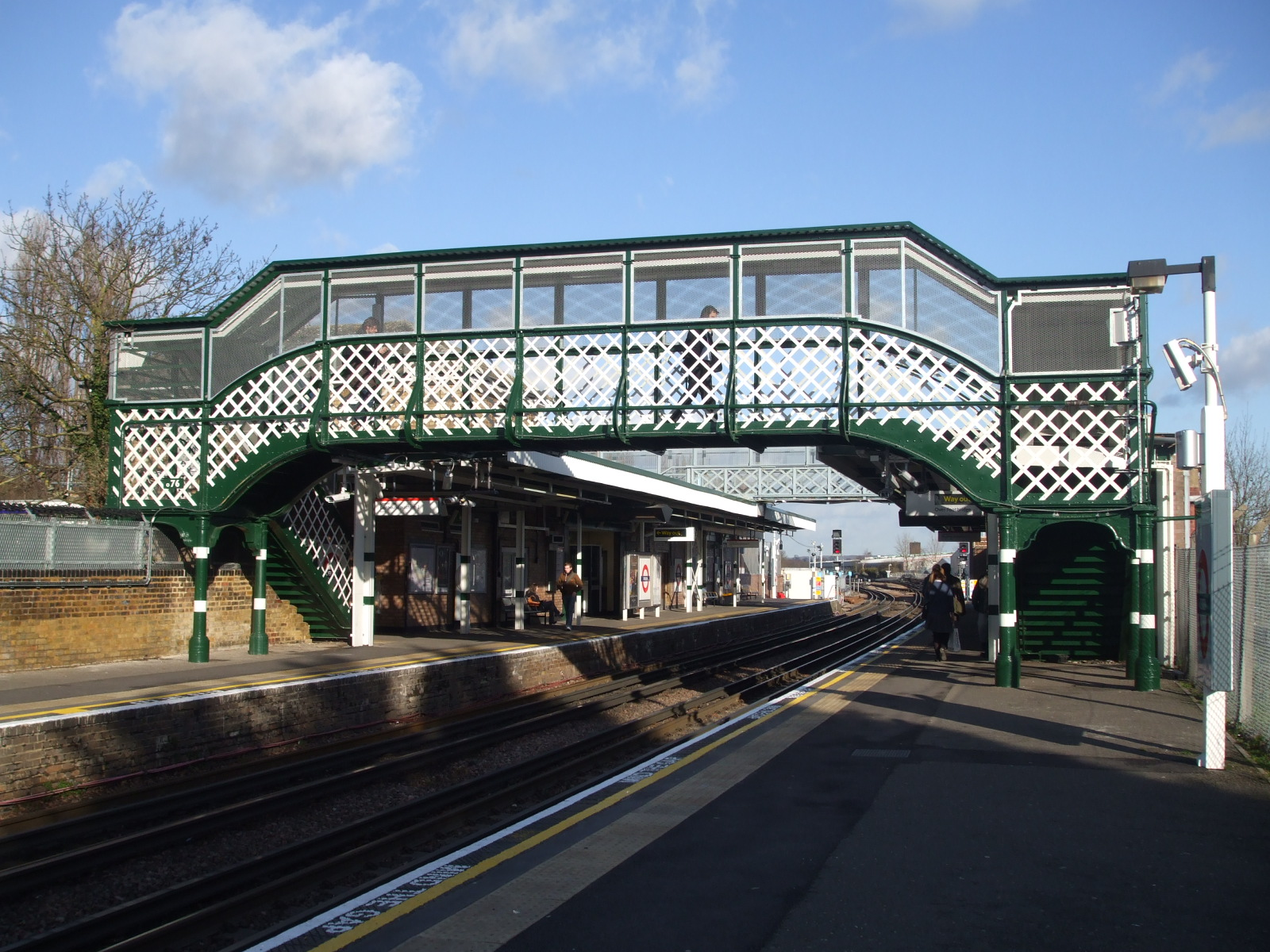
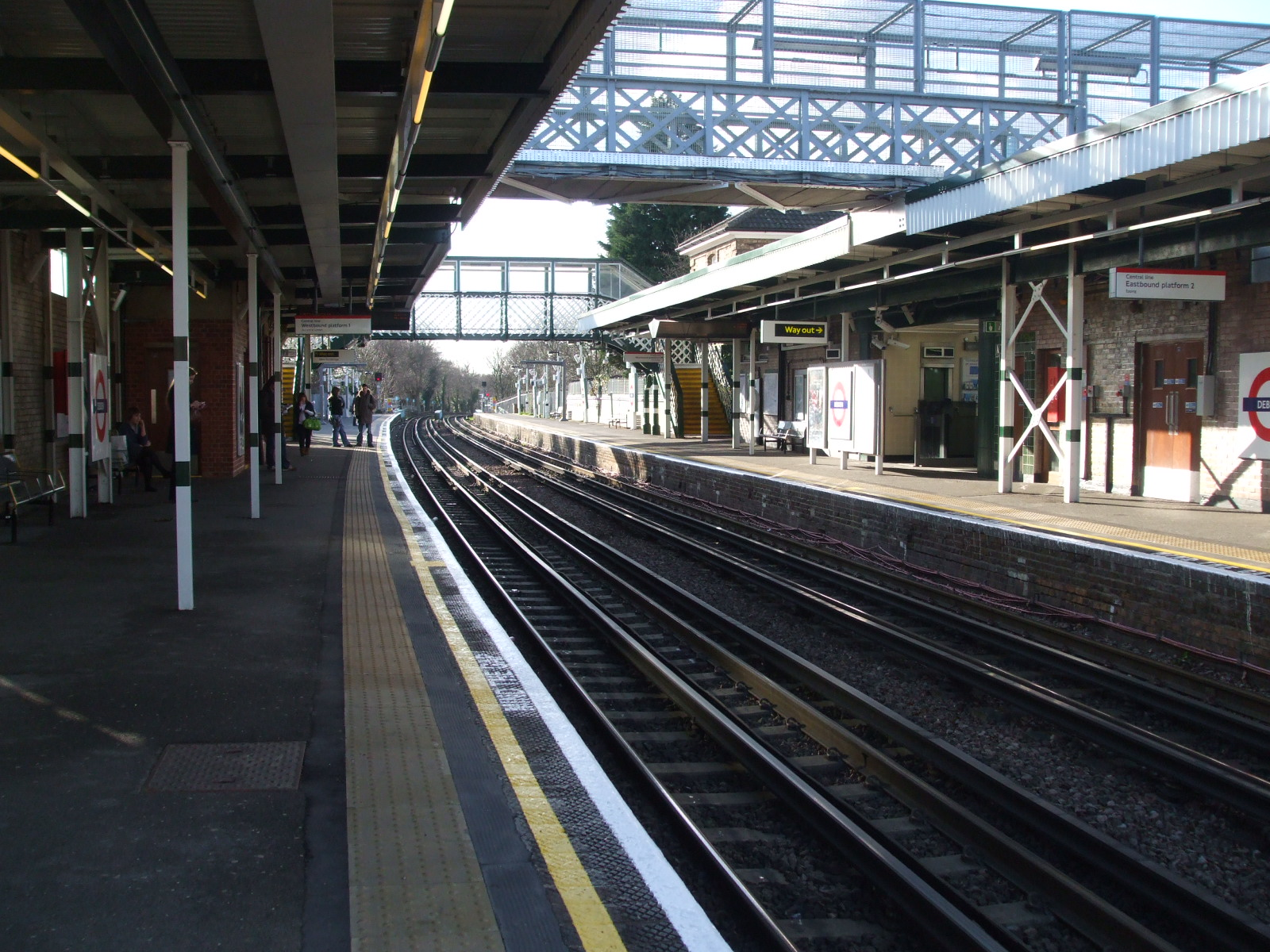
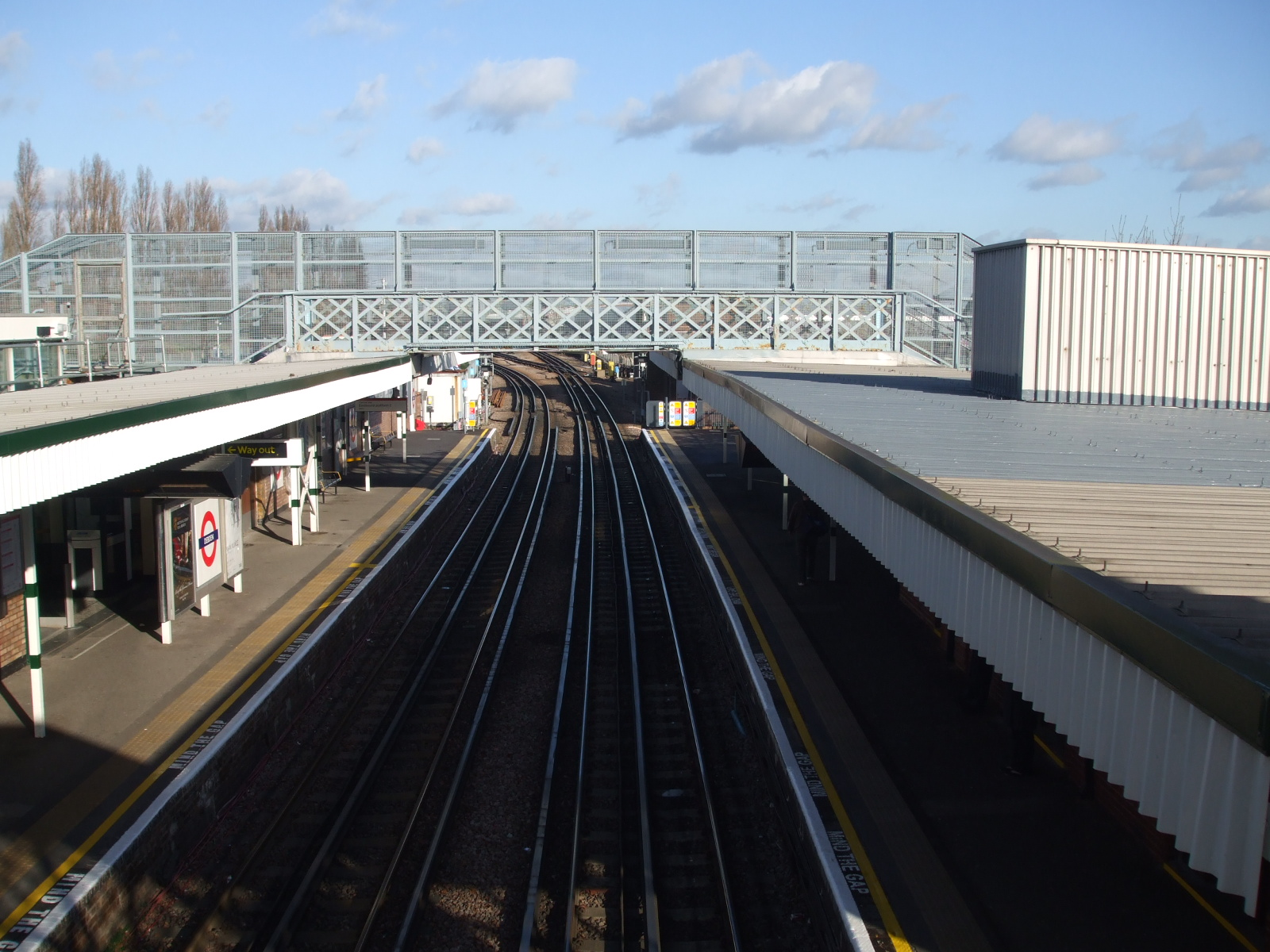

## À proximité
- Loughton